# Ricardo Canals
Ricardo Vicente Canals Vila (nacido el 26 de septiembre de 1970 en Montevideo, Uruguay) es un exfutbolista uruguayo. Jugaba de defensor y su primer club fue Bella Vista.

## Carrera
Comenzó su carrera en 1989 jugando para Bella Vista. Jugó para ese equipo hasta 1991. En 1992 se pasó a Nacional, en donde jugó hasta el año 1995. Ese año, Ricardo pasó a jugar en Huracán Buceo de Uruguay. Jugó en Huracán hasta 1996. En ese año se fue a España para formar parte de las filas del CD Logroñés, en donde estuvo jugando hasta el año 1997. En ese año se fue a Italia para jugar en el Vicenza Calcio, en donde se mantuvo hasta 1998. Ese año regresó a la Argentina para integrarse al plantel de Rosario Central, jugando ahí hasta 2002. En 2003, después de jugar en Argentina, regresó a Uruguay para jugar en el Fénix, en donde finalmente se retiró del fútbol profesional.

## Selección nacional
Ha sido internacional con la Selección de fútbol de Uruguay entre 1993 y 1995.

## Clubes
| Club            | País      | Año       |
| --------------- | --------- | --------- |
| Bella Vista     | Uruguay   | 1989-1991 |
| Nacional        | Uruguay   | 1992-1995 |
| Huracán Buceo   | Uruguay   | 1995-1996 |
| CD Logroñés     | España    | 1996-1997 |
| Vicenza Calcio  | Italia    | 1997-1998 |
| Rosario Central | Argentina | 1998-2002 |
| Fénix           | Uruguay   | 2003      |